# AN/APQ-153

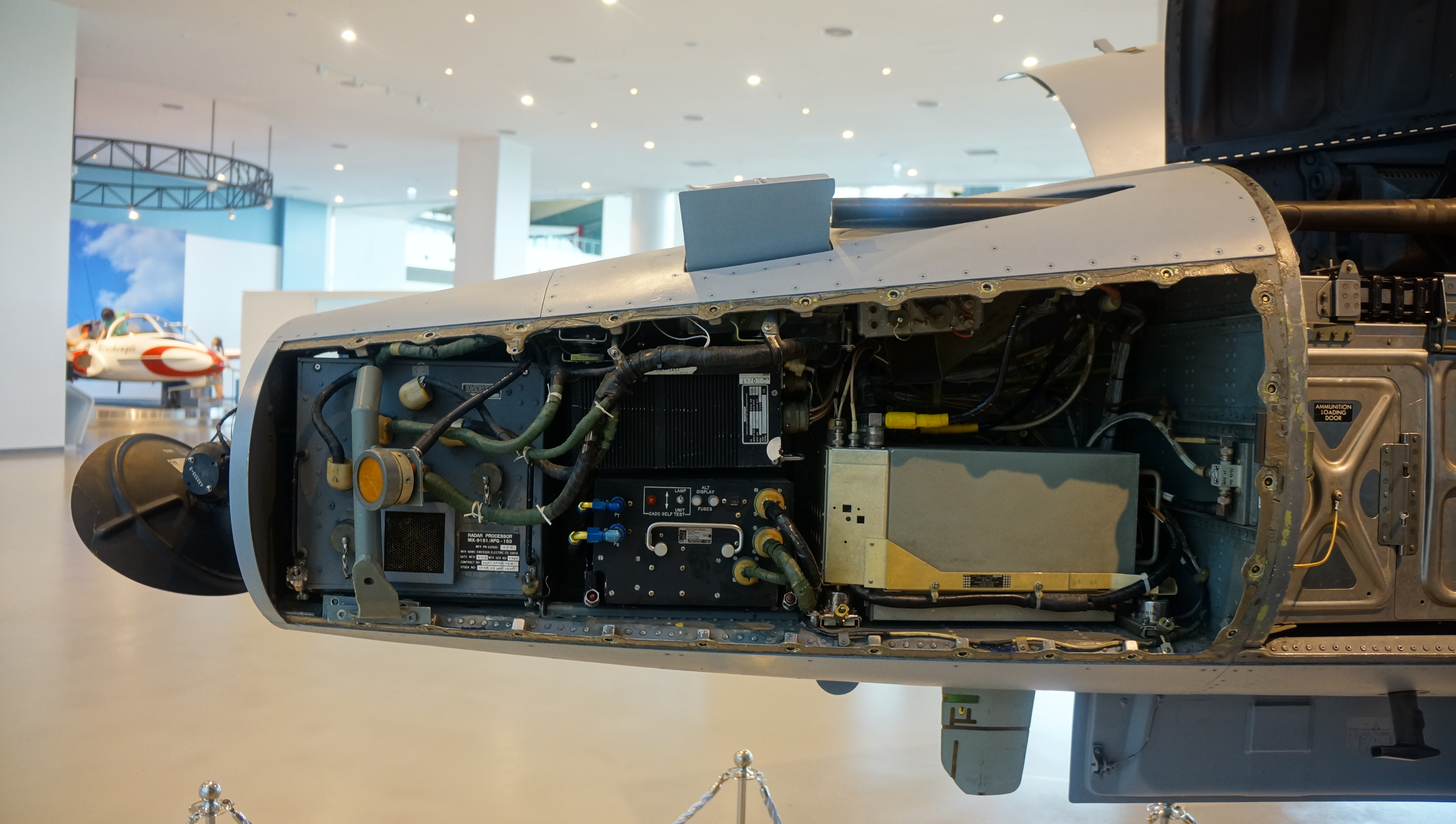
Radar en coupe d'un F-5E sud-coréen exposé dans un musée en 2014

L'AN/APQ-153 d'Emerson Electric est un système radar à bande I développé pour les avions de chasse Northrop F-5E Tiger II dont le premier vol à lieu en 1972. Nécessaire pour s'adapter aux limites restreintes du F-5 sans radar d'origine, le système offre des modes air-air relativement simples et une courte portée de détection. L'AN/APQ-157 est un système similaire avec double affichage et commandes pour l'entraîneur F-5F à deux places. Bon nombre des F-5 qui volent encore ont été mis à niveau vers l'AN/APQ-159 amélioré.
L'APQ-153 est un radar Pulse-Doppler relativement simple destiné à améliorer l'artillerie sur le F-5. Il offre quatre modes de fonctionnement : la recherche de cibles air-air AA1 et AA2 à différentes portées, le " combat aérien " qui se verrouille sur la cible la plus rapprochée et offre des indications de tir et de tir, et enfin un mode de repérage de visée en vue de la percée du missile qui calcule l'enveloppe d'engagement AIM-9 Sidewinder et donne aux pilotes des repères de direction pour les aider à voler dans l'enveloppe.
L'antenne est nécessairement petite, une parabole parabolique de 12 × 16 pouces (30 cm × 41 cm) qui était stabilisée pour tenir compte des manœuvres. Il était relié à un petit écran  B-Scope de 5 pouces (13 cm) dans le poste de pilotage.